# Seeblbach
Der Seeblbach ist ein Bach in der Gemeinde St. Jakob in Defereggen (Bezirk Lienz). Er entspringt als Abfluss des Seebl  in der Rieserfernergruppe und mündet im Patscher Tal von rechts in den Patscher Bach.

## Verlauf
Der Seeblbach fließt zwischen dem Rosshorn im Westen und den Bretterspitzen im Osten aus dem kleinen Bergsee Seebl aus. Er verläuft danach kurz nach Süden und durchzieht im Anschluss in südöstlicher Richtung den Rötelboden. Mit Eintritt ins Patscher Tal fällt er steil nach Süden ab. Während der Seeblbach im Oberlauf durch Schutthalden fließt, durchquert er ab dem Eintritt ins Patscher Tal einen lockeren Lärchen-Zirben-Bergwald. Der Seeblbach weist über seine gesamte Länge einen geringen Verbauungsgrad, eine unbeeinflusste Hydrologie und eine geringe Nutzungsintensität auf. Seine Gewässerraumausprägung wird als natürlich bewertet. Insgesamt wird dem Seeblbach eine sehr hohe naturräumliche Bewertung attestiert.